# 青森隕石
青森隕石（あおもりいんせき）は、1984年（昭和59年）6月30日、青森県青森市松森の民家に落下した石質隕石（コンドライト）である。重量は320gで、民家の屋根に落下した際に砕け、その破片は青森県立郷土館、国立科学博物館に所蔵されている。
6月30日13時50分頃、印刷所を兼ねる民家のトタン吹きの屋根を貫き、その下の木の板を割り、ひさしの下のトタン板をはがして落下した。屋根のトタン板は45度に傾斜があったが幅6cm、長さ18cmの穴があいた。大小12個ほどの隕石破片が回収された。落下の2日後に隕石研究が専門の村山定男が現場を確認し調査した。
青森県内では江戸時代（1731年、享保16年）や明治時代にも隕石が落下したと思われる様子を記述した史料があるが、落下物は見つかっておらず、はっきりしない。